# سیاست روادید ایران
سیاست روادید ایران به سیاستی گفته می‌شود که اکثریت شهروندان کشورهای خارجی برای ورود و اقامت در ایران بدان نیازمندند، این مورد برای دارندگان گذرنامه‌های آمریکا، بریتانیا و کانادا ممکن است یک ماه طول بکشد. و حتی برخی از آمریکایی‌ها با یک روادید معتبر نیز به جهت ورود به ایران دچار مشکل شده‌اند و با درخواست آنان موافقت نشده‌است. شهروندان اسرائیلی به‌طور کلی حق سفر به ایران را ندارند.

سیاست روادید ایران
ایران
بدون روادید
بدون روادید برای گروه‌ها و تور های گردشگری / روادید الکترونیک
روادید الکترونیک
نیازمند روادید
ورود ممنوع (اسرائیل)

جدا از صدور روادید فرودگاهی که دولت ایران امکان آن را برای تسهیل در سفر اتباع و گردشگران خارجی به این کشور فراهم کرده، اتباع پانزده کشور سوریه (فقط به شرط پرواز مستقیم از دمشق)، لبنان، ترکیه، جمهوری آذربایجان، بولیوی، مصر، گرجستان، مالزی، ارمنستان، ونزوئلا، چین، هنگ کنگ، ماکائو، عراق و عمان می‌توانند بدون روادید و فقط با داشتن گذرنامهٔ معتبر، مُهر ورود به ایران را دریافت کنند و برای مدت زمانی مشخص طبق آنچه دولت ایران با توجه به توافقات دیپلماتیک و قوانین حاکمیتی تعیین کرده‌است، به این کشور سفر کنند.
بر این اساس شهروندان ترکیه ۳ ماه، سوریه و ارمنستان ۹۰ روز، گرجستان ۴۵ روز، بولیوی، لبنان، عراق و جمهوری آذربایجان ۳۰ روز، مصر ۲۰ روز، چین، هنگ کنگ و ماکائو ۲۱ روز، ونزوئلا و مالزی هر یک به مدت ۱۵ روز بدون آن که به روادید نیاز داشته باشند می‌توانند در ایران بمانند و اگر بیش از این سفر طولانی تری داشتند باید برای گرفتن روادید از طریق نمایندگی‌های وزارت خارجه یا شرکت‌های کارگزار با توانایی اخذ روادید ایران اقدام کنند.
اتباع افغانستان، سومالی، آمریکا، انگلستان و کانادا مجاز به اخذ روادید فرودگاهی نیستند و می‌بایست از طریق مراجعه به دفاتر کنسولی اقدام به اخذ روادید نمایند.
البته باید توجه داشت که در سال ۱۳۹۶ این قانون برای کشورهای ذکر شده در عرض فقط ۱ هفته موافقت شده و می‌توانند وارد ایران شوند.
درتاریخ ۱۴۰۲/۹/۲۲هیئت دولت با روادید یک طرفه از سوی ایران برای ۳۳ کشوراز جمله عربستان، امارات ،بحرین ، هند ،روسیه،ژاپن و...جهت سفر توریستی اتباع این کشورها موافقت کرد.

## ویزای فرودگاهی (Arrival Visa)
ویزای ورود یا ویزای فرودگاهی نوعی از ویزای توریستی است که در هنگام ورود مسافر و در فرودگاه صادر می‌گردد. ویزای ورود به ایران معمولاً ۳۰ روز اعتبار دارد و در حال حاضر تنها در ۱۳ فرودگاه بین‌المللی ایران و بندر شهید رجایی صادر می‌شود. همچنین مسافر می‌تواند پیش از عزیمت درخواست ویزای خود را به صورت آنلاین تکمیل نموده و با دریافت کد مرجع ویزا وارد فرودگاه ایران شود. این روش امن تر و مطمئن تر است.
بر اساس اطلاعات وزارت خارجه ایران، شهروندان کشورهای زیر می توانند از خدمات ویزای فرودگاهی ایران استفاده کنند:
آذربایجان، آلبانی، آلمان، آرژانتین، آفریقای جنوبی، اتریش، ارمنستان، ازبکستان، اسپانیا، استرالیا، اسلوونی، اسلواکی، امارات متحده عربی، اندونزی، اوکراین، ایتالیا، ایرلند، بحرین، برزیل، برونئی، بلاروس، بلژیک، بلغارستان هرزگوین، پرتغال، پرو، تاجیکستان، تایلند، ترکمنستان، چین، دانمارک، فدراسیون روسیه، رومانی، ژاپن، سنگاپور، سوئد، سوئیس، سوریه، عربستان سعودی، عمان، فرانسه، فلسطین، قبرس، قرقیزستان، قطر، کرواسی، کره جنوبی، شمالی کره، کوبا، کویت، گرجستان، لبنان، لوکزامبورگ، لهستان، مالزی، مجارستان، مغولستان، مکزیک، نروژ، نیوزیلند، ونزوئلا، ویتنام، هلند، یوگسلاوی، یونان، تانزانیا و هند.

## ویزای الکترونیکی ایران (E-Visa)
E-Visa سیستم درخواست ویزای الکترونیکی است که در سال ۲۰۱۷ توسط وزارت امور خارجه ایران برای سهولت روند ویزا راه اندازی شد. در این روش متقاضیان می توانند در هر آژانس مسافرتی واجد شرایط یا وب سایت وزارت امور خارجه درخواست ویزای اکترونیکی کنند. ویزا الکترونیکی ایمن ترین راه برای گرفتن ویزا برای ایران است. چرا که مسافر قبل از شروع سفر کد مجوز خود را دریافت می کنند و پس از ورود دیگر امکان رد شدن وجود ندارد.

## ویزای تجاری ایران (ویزای چند بار ورود)
ویزای تجاری ایران برای افرادی مناسب است که هدف آن‌ها از سفر به ایران شرکت در یک رویداد اقتصادی، فرهنگی، ورزشی یا شرکت در نمایشگاه هاست. حداکثر زمان اقامت در ایران با این نوع ویزا ۳۰ روز بوده و داشتن دعوتنامه مورد تایید وزارت کار و تعاون اجتماعی از شرکت ضروری است.

## هزینه ویزای ایران
هزینه ویزا از کشوری به کشور دیگر متفاوت است . مسافران پس از درخواست ویزای الکترونیکی و دریافت کد مجوز به صورت آنلاین ، دو گزینه برای گرفتن ویزا در سفارتخانه ها یا سایر مکان های صدور ویزا خواهند داشت. امکان دریافت ویزا به صورت اضطراری (در عرض چند ساعت) با پرداخت ۵۰ درصد بیشتر از هزینه اصلی تمبر نیز وجود دارد.